# تران ون هو
تران ون هو (انگلیسی: Trần Văn Hữu; ۹ مارس ۱۸۹۶ – ۱۷ ژانویهٔ ۱۹۸۴) سیاست‌مدار اهل ویتنام بود. وی از ۷ مه ۱۹۵۰ تا ۲۰ ژوئن ۱۹۵۲ نخست‌وزیر ویتنام جنوبی بود.
تران ون هو در ۱۷ ژانویه ۱۹۸۴، در سن ۸۷ سالگی در پاریس درگذشت.